# Skjaepper
Skjaepper, der dänische Scheffel, war ein Volumen- und Flächenmaß in Dänemark.

## Getreide- und Volumenmaß
- 1 Skjaepper = 8 Ottingkar = 17,39 Liter[1]

Die Maßkette war
- 1 Korntönde/Tønde/Tonne = 8 Skjaepper/Scheffel = 32 Fjerdingkar/Viertel = 64 Ottingkar/Achtel = 139,121 Liter[2]

## Feld- und Flächenmaß
- 1 Skjaepper = 1750 Quadrat-Alen = 689,53 Quadratmeter[3]

Die Maßkette war
- 1 Tønde/Tönde/Tonne Land = 8 Skjaepper = 32 Fjerdingkar/Viertel = 96 Albus = 0,551623 Hektar[4][5]